# ریدینگتون (نیوجرسی)
ریدینگتون (به انگلیسی: Readington Township) شهری در ایالت نیوجرسی کشور ایالات متحده آمریکا است که جمعیت آن در سرشماری سال ۲۰۱۰ میلادی، ۱۶٬۱۲۶ نفر بوده‌است.